# Arne Sierens

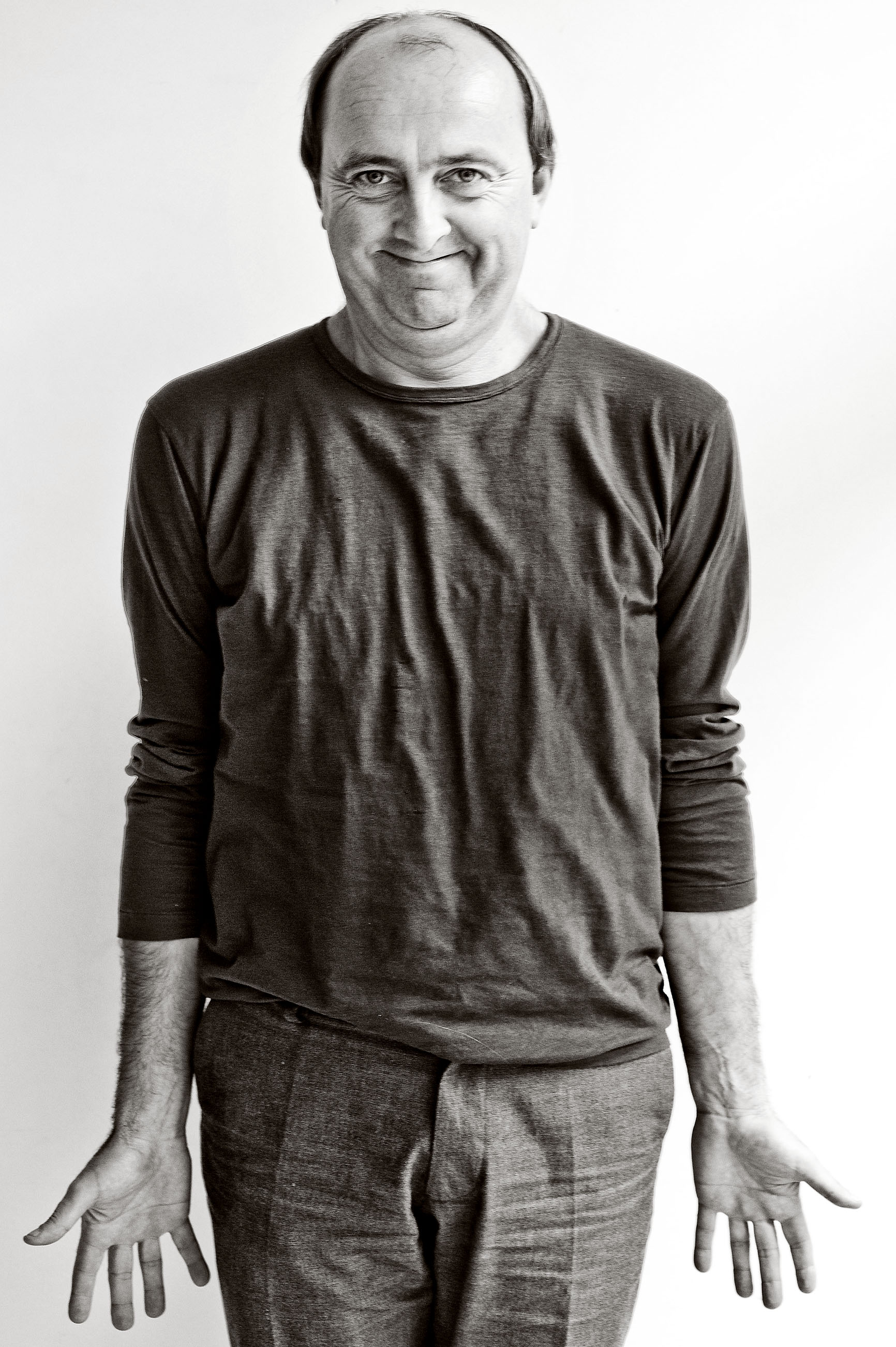
Arne Sierens, 2009.

Arne Sierens (Gent, 1959) is een Vlaamse theatermaker en auteur.

## Biografie
Hij werd geboren als zoon van filmrecensent Frans Sierens en groeide op in de Gentse volkswijk Brugse Poort. Hij volgde de opleiding regie aan het RITCS te Brussel, waar hij in 1981 afstudeerde. Als student was Sierens lid van de performancegroep Parisiana rond Eric De Volder, samen met onder meer Johan Dehollander, Michiel Hendryckx en Dirk Pauwels.
Arne Sierens was actief bij vele Gentse theaterhuizen. Hij schreef, regisseerde en speelde bij NTG, Arena en Arca, Blauwe Maandag Compagnie en het Nieuwpoorttheater. In 1982 richtte hij samen met Jan Leroy de theatergroep De Sluipende Armoede op. Twee jaar later bewerkte Sierens het Neroalbum Het Rattenkasteel (1948) tot een opera. Sleen verwees enkele malen naar deze opera in "Nero". In het album Het Achtste Wereldwonder (1995-1996) is in strook 91 e.v. een bende actief die zich De Sluipende Armoede noemt, toevallig de naam van een theatergezelschap van Sierens.
In 2001 stichtte Sierens het DAStheater, samen met Johan Heldenbergh en Marijke Pinoy. Arne Sierens is momenteel actief bij Compagnie Cecilia samen met Johan Heldenbergh. Ze richtten het gezelschap in 2006 op.
In de zomer van 2008 was Arne Sierens samen met Gabriël Rios de centrale gast op Theater aan zee, een 10-daags festival van theater en muziek in Oostende.
Arne Sierens won verscheidene prijzen voor zijn werk, zoals de Nederlands-Vlaamse Toneelschrijfprijs (tegenwoordig: Taalunie Toneelschrijfprijs, 1990), de Louis Paul Boonprijs (1998) en de Edmond Hustinxprijs voor toneelschrijvers (2006).

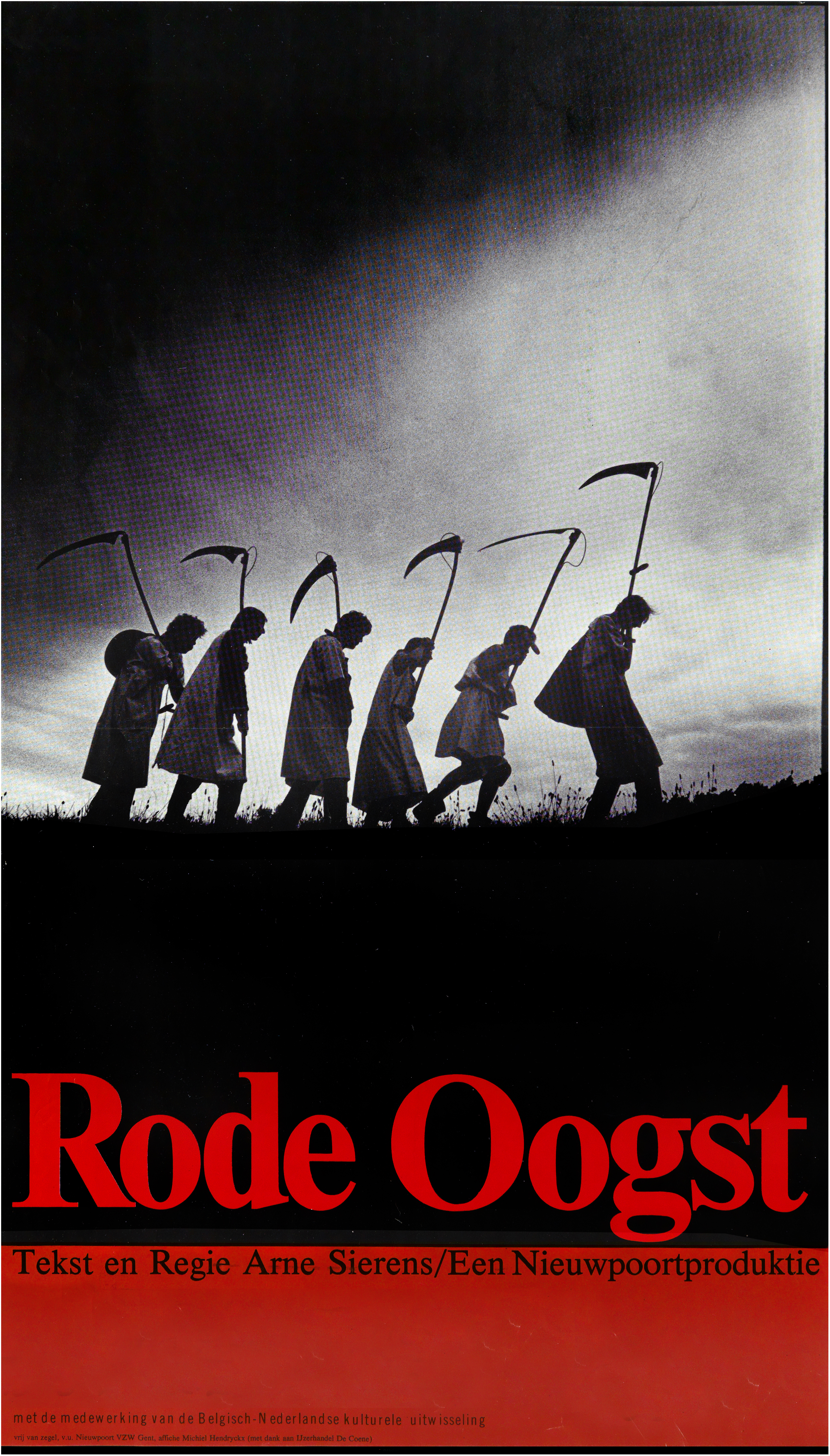
Affiche Rode Oogst (1983) - naar een 17e-eeuwse wraaktragedie

## Werken

### Auteur
- Het Vermoeden (1982)
- De Soldaat-facteur en Rachel (1986)
- Onze Lieve Doden / los Muertitos (1988)
- Mouchette (1990)
- Boste (1992)
- De Drumleraar (1994)
- Juffrouw Tania (1994)
- De broers Geboers (1998)

### Librettist/regisseur
Samen met de componist Johan Desmet:
- Het Rattenkasteel  (1984)
- De liefde voor de 3 manen (1988)
- Je pleure des bananes (1989)

### Theatermaker/auteur
- Affiche Moeder en kind (foto: Nick Waplington - uit archief DE SINGEL)Moeder en Kind (1995) - in collectief met Alain Platel en de spelers
- Bernadetje (1996) - in collectief met Alain Platel en de spelers
- Napels (1997) - in collectief met Johan Dehollander en de spelers
- Mijn Blackie (1998) - in collectief met de spelers
- Allemaal Indiaan (1999) - in collectief met Alain Platel en de spelers
- Niet alle Marokkanen zijn dieven (2001) - in collectief met de spelers
- Martino (2003) - in collectief met de spelers
- Maria Eeuwigdurende Bijstand (2004) - in collectief met de spelers
- Meiskes en jongens (2005) - in collectief met Alize Zandwijk en de spelers
- Trouwfeesten en processen enzovoorts (2006) - in collectief met de spelers
- Broeders van liefde (2008) - in collectief met Chokri Ben Chika en de spelers
- Altijd prijs (2008) - in collectief met de spelers
- Schöne Blumen (2010) - in collectief met de spelers
- De Pijnders (2011) - in collectief met de spelers
- Gloria (In Den Hoge) (2012°) - in collectief met de spelers
- Lacrima (2013) -  in collectief met de spelers
- Ensor (2014) - in collectief met de spelers
- Poepsimpel (2015)
- Zingarate (2017)
- Heilig Hart (2018)
- Politie + Dieven (2023) - In collectief met amateur- en professionele spelers

### Coscenarist
- Dagen zonder lief (2006) van Felix Van Groeningen